# Lijst van nummer 1-hits in de UK Singles Chart in 1976
Deze hits stonden in 1976 op nummer 1 in de UK Singles Chart:
| Datum        | Artiest               | Titel                                       |
| ------------ | --------------------- | ------------------------------------------- |
| 3 januari    | Queen                 | Bohemian rhapsody                           |
| 10 januari   | Queen                 | Bohemian rhapsody                           |
| 17 januari   | Queen                 | Bohemian rhapsody                           |
| 24 januari   | Queen                 | Bohemian rhapsody                           |
| 31 januari   | ABBA                  | Mamma mia                                   |
| 7 februari   | ABBA                  | Mamma mia                                   |
| 14 februari  | Slik                  | Forever and ever                            |
| 21 februari  | The Four Seasons      | December, 1963 (Oh, what a night)           |
| 28 februari  | The Four Seasons      | December, 1963 (Oh, what a night)           |
| 6 maart      | Tina Charles          | I love to love (but my baby loves to dance) |
| 13 maart     | Tina Charles          | I love to love (but my baby loves to dance) |
| 20 maart     | Tina Charles          | I love to love (but my baby loves to dance) |
| 27 maart     | Brotherhood Of Man    | Save your kisses for me                     |
| 3 april      | Brotherhood Of Man    | Save your kisses for me                     |
| 10 april     | Brotherhood Of Man    | Save your kisses for me                     |
| 17 april     | Brotherhood Of Man    | Save your kisses for me                     |
| 24 april     | Brotherhood Of Man    | Save your kisses for me                     |
| 1 mei        | Brotherhood Of Man    | Save your kisses for me                     |
| 8 mei        | ABBA                  | Fernando                                    |
| 15 mei       | ABBA                  | Fernando                                    |
| 22 mei       | ABBA                  | Fernando                                    |
| 29 mei       | ABBA                  | Fernando                                    |
| 5 juni       | J. J. Barrie          | No charge                                   |
| 12 juni      | The Wurzels           | The Combine Harvester (Brand New Key)       |
| 19 juni      | The Wurzels           | The Combine Harvester (Brand New Key)       |
| 26 juni      | The Real Thing        | You to me are everything                    |
| 3 juli       | The Real Thing        | You to me are everything                    |
| 10 juli      | The Real Thing        | You to me are everything                    |
| 17 juli      | Demis Roussos         | The Roussos phenomenon (ep)                 |
| 24 juli      | Elton John & Kiki Dee | Don't go breaking my heart                  |
| 31 juli      | Elton John & Kiki Dee | Don't go breaking my heart                  |
| 7 augustus   | Elton John & Kiki Dee | Don't go breaking my heart                  |
| 14 augustus  | Elton John & Kiki Dee | Don't go breaking my heart                  |
| 21 augustus  | Elton John & Kiki Dee | Don't go breaking my heart                  |
| 28 augustus  | Elton John & Kiki Dee | Don't go breaking my heart                  |
| 4 september  | ABBA                  | Dancing queen                               |
| 11 september | ABBA                  | Dancing queen                               |
| 18 september | ABBA                  | Dancing queen                               |
| 25 september | ABBA                  | Dancing queen                               |
| 2 oktober    | ABBA                  | Dancing queen                               |
| 9 oktober    | ABBA                  | Dancing queen                               |
| 16 oktober   | Pussycat              | Mississippi                                 |
| 23 oktober   | Pussycat              | Mississippi                                 |
| 30 oktober   | Pussycat              | Mississippi                                 |
| 6 november   | Pussycat              | Mississippi                                 |
| 13 november  | Chicago               | If you leave me now                         |
| 20 november  | Chicago               | If you leave me now                         |
| 27 november  | Chicago               | If you leave me now                         |
| 4 december   | Showaddywaddy         | Under the moon of love                      |
| 11 december  | Showaddywaddy         | Under the moon of love                      |
| 18 december  | Showaddywaddy         | Under the moon of love                      |
| 25 december  | Johnny Mathis         | When a child is born (Soleado)              |

1952 ·
1953 ·
1954 ·
1955 ·
1956 ·
1957 ·
1958 ·
1959 ·
1960 ·
1961 ·
1962 ·
1963 ·
1964 ·
1965 ·
1966 ·
1967 ·
1968 ·
1969 ·
1970 ·
1971 ·
1972 ·
1973 ·
1974 ·
1975 ·
1976 ·
1977 ·
1978 ·
1979 ·
1980 ·
1981 ·
1982 ·
1983 ·
1984 ·
1985 ·
1986 ·
1987 ·
1988 ·
1989 ·
1990 ·
1991 ·
1992 ·
1993 ·
1994 ·
1995 ·
1996 ·
1997 ·
1998 ·
1999 ·
2000 ·
2001 ·
2002 ·
2003 ·
2004 ·
2005 ·
2006 ·
2007 ·
2008 ·
2009 ·
2010 ·
2011 ·
2012 ·
2013 ·
2014 ·
2015 ·
2016 ·
2017 ·
2018 ·
2019 ·
2020 ·
2021
- Nederland (Top 40)
- Nederland (Single Top 100)
- Vlaanderen (Radio 2 Top 30)
- Duitsland
- Verenigd Koninkrijk
- Verenigde Staten (Hot 100)